# 图形文件格式
图形文件格式是一種标准化组织和存储数字图像的方法。常見的图像文件格式有非压缩格式、压缩格式（可能是无损压缩或有损压缩）或矢量格式，例如JPEG/JFIF、JPEG 2000、Exif、TIFF、GIF、BMP、PNG等格式。这些格式的图像文件由数字数据组成，並且這些数据可以被光栅化，並在计算机显示器上顯示，打印机上也能打出圖片。